# Paul von Leszczynski

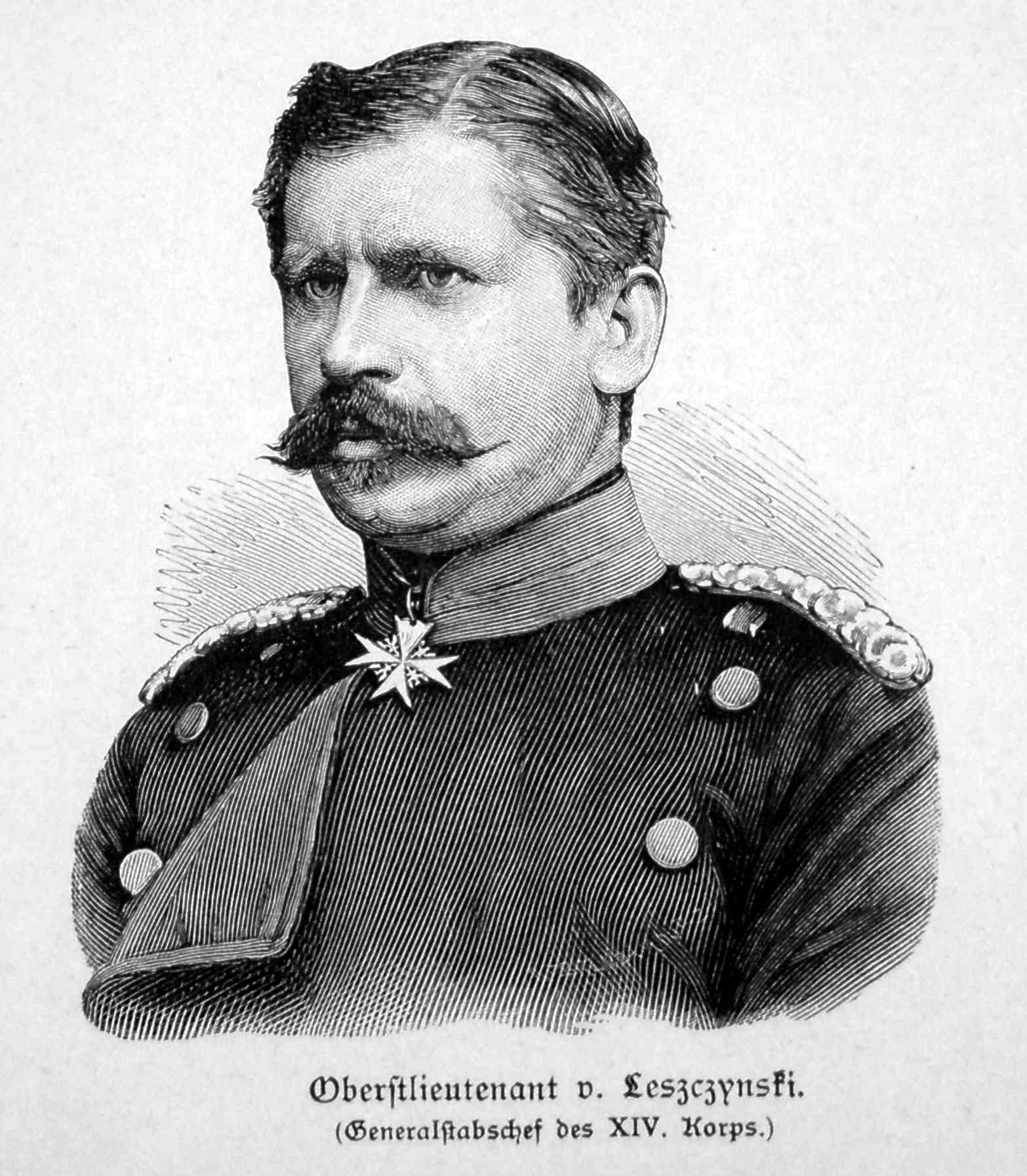
Thượng tá von Leszczynski

Paul Stanislaus Eduard von Leszczynski (29 tháng 11 năm 1830 tại Stettin – 12 tháng 2 năm 1918 tại Repten) là một sĩ quan quân đội Phổ, đã được thăng đến cấp Thượng tướng Bộ binh. Ông từng tham gia tích cực trong ba cuộc chiến tranh thống nhất nước Đức.

## Tiểu sử

### Thân thế
Paul sinh ra tại Stettin, trong gia đình quý tộc Leszczyński . Ông là con trai của cựu Thượng tá Ernst Wilhelm Heinrich Ferdinand von Leszczynski (28 tháng 10 năm 1797 tại Magdeburg) – 23 tháng 2 năm 1863 tại Berlin) và người vợ của ông này là Laurette Antonie Berta, tên khai sinh von Winterfeld (23 tháng 10 năm 1803 tại Stettin – 18 tháng 5 năm 1870 tại Boostedt).

### Binh nghiệp
Leszczynski ban đầu học trường Höhere Bürgerschule tại Torgau, sau đó ông nhập học trường Thiếu sinh quân (Kadett) tại Potsdam và Berlin, và vào ngày 14 tháng 4 năm 1848 ông nhập ngũ trong Trung đoàn Bộ binh số 20 của quân đội Phổ. Với trung đoàn này, ông ngay lập tức tham gia cuộc chiến tranh chống Đan Mạch và tham chiến trong các trận đánh tại Schleswig và Düppel. Vào năm 1849, ông tham gia chiến dịch trấn áp quân nổi dậy tại Baden.
Trong cuộc Chiến tranh Đức-Đan Mạch năm 1864, ông tham gia trong các trận đánh chiếm Düppeler Schanzen và đảo Alsen. Cùng năm đó, ông được chuyển vào Bộ Tổng tham mưu. Trong cuộc Chiến tranh Áo-Phổ năm 1866, ông đã chỉ huy tiểu đoàn của mình tham chiến trong trận đánh quyết định tại Königgrätz-Sadowa vào ngày 3 tháng 7 và được phong quân hàm Thiếu tá.
Vào năm 1867, Leszczynski trở thành Tổng tham mưu trưởng của quân đội Baden. Trong cuộc Chiến tranh Pháp-Đức (1870 – 1871), ông đã từng giữ vai trò chỉ huy của quân đoàn vây hãm pháo đài Straßburg, và sau này ông được bổ nhiệm làm Tham mưu trưởng của Quân đoàn XIV của Đức. Ông đã tham gia trong các trận đánh và cuộc vây hãm Wörth, Straßburg, Epinal, Villersexel và Belfort.
Sau khi hòa bình được lập lại vào năm 1871, Leszczynski lại tiếp tục phục vụ quân đội Phổ, và vào năm 1877 ông được thăng cấp bậc Thiếu tướng. Đến năm 1878, ông được bổ nhiệm làm Tư lệnh của Lữ đoàn Bộ binh Cận vệ số 4. Vào năm 1880, ông gia nhập Uỷ ban học vấn (Studienkommission) của [[Học viện Quân sự Phổ|Học viện Quân sự (Kriegsakademie), rồi năm sau ông được bổ nhiệm làm Thanh tra của lực lượng Bộ binh nhẹ (Jäger) và Lính trơn (Schützen). Sau khi ông được lên quân hàm Trung tướng và nhậm chức Tư lệnh của Sư đoàn số 15 đóng quân tại Köln vào năm 1883, ông đã tham gia trong các cuộc diễn tập tại Nga vào năm 1884. Về sau đó, ông được chuyển sang Sư đoàn số 11.
Vào năm 1888, Leszczynski được thăng cấp bậc Thượng tướng Bộ binh, với chức vụ Tướng tư lệnh (Kommandierender General) của Quân đoàn IX tại Altona và vào năm 1891, ông là chỉ huy trưởng (Chef) của Trung đoàn Bộ binh "Bá tước Karl" (Brandenburg 7) số 60. Cùng năm đó, ông giải ngũ
Sau khi về hưu, ông chăm lo quản lý điền trang của mình tại Mark và vào năm 1905, Paul von Leszczynski gia nhập Viện Quý tộc Phổ. Ông từ trần vào ngày 12 tháng 2 năm 1918. Ông được nhìn nhận là một tấm gương sáng trong quân đội.

### Gia đình
Vào ngày 19 tháng 5 năm 1862, tại thủ đô Berlin, Leszczynski kết hôn với Hedwig Klara von Winterfled (14 tháng 6 năm 1835 ở Nieden – 20 tháng 1 năm 1901 Repten). Cuộc hôn nhân đã mang lại cho họ những người con sau đây:
- Paul (20 tháng 8 năm 1863 tại Repten – 21 tháng 5 năm 1884 tại Repten)
- Hedwig (sinh ngày 5 tháng 5 năm 1872 tại Karlsruhe) ∞ Wolfgang Gans Edler Herr zu Putlitz, một cựu Đại úy, nhà chính trị và chủ đất